# Command & Conquer: Red Alert 2
Command & Conquer: Red Alert 2 – gra komputerowa wydana w 2000 roku przez firmę Westwood Studios, jest kontynuacją wydanego 3 lata wcześniej Command & Conquer: Red Alert.
Gracz staje po stronie Aliantów lub Sowietów, aby poprowadzić daną stronę konfliktu do zwycięstwa. Gra pod względem fabuły prezentuje wysoki poziom, a wstawki filmowe trwają łącznie ponad godzinę i jak to miało miejsce w poprzedniej części serii występują w nich prawdziwi aktorzy. Ścieżka dźwiękowa została ponownie skomponowana przez Franka Klepackiego.

## Kampania
Kampania w Red Alert 2 składa się z trzech części. Pierwsza to szkolenie, w które zapoznaje z podstawowymi elementami gry, które zostało wpasowane  do kampanii i po przejściu szkolenia od razu zaczynamy kampanię Aliantów. Kolejne dwie części to właściwe kampanie (Alianci i Sowieci), każda złożona z 12 misji. Łącznie w Red Alert 2 są 24 misje i dodatkowo 2 w części szkolenia.

## Rozgrywka
W większości gier z serii Command & Conquer tryb budowy jest podobny. Każda ze stron konfliktu posiada jednakowy system budowy bazy. Rozgrywka rozpoczyna się od stawiania struktur w swojej bazie, każda posiada swoje właściwości. Fundusze do budowy struktur i jednostek uzyskiwane są poprzez wydobycie surowców (żółty kruszec lub dające dwa razy więcej kredytów kryształy), które są umiejscowione na specjalnych polach wiertniczych. Do prawidłowego działania bazy potrzebna jest również energia elektryczna, którą zapewniają budowane przez gracza elektrownie. Każda ze stron konfliktu posiada dwie superbronie, co jest charakterystyczne dla serii Red Alert.

## Fabuła gry
II wojna światowa nigdy nie miała miejsca, ponieważ Albert Einstein wynalazł wehikuł czasu i zabił Adolfa Hitlera przed objęciem przez niego władzy w Niemczech. Jest rok 1955. Alianci, po zwycięstwie nad Armią Czerwoną, odbudowali Europę ze zniszczeń wojennych, a w miejsce zabitego Stalina umieścili marionetkowego przywódcę, Aleksandra Romanowa, wywodzącego się z dawnego rodu panującego w carskiej Rosji. Przywódcom Aliantów wydawało się, że Romanow był nieszkodliwym liderem grupy politycznej o małych wpływach, uznali też, że zniszczone podczas wojny ZSRR nie stanowi już realnego zagrożenia dla państw zachodnich. Jednak Romanow, którego ambicją było przywrócenie ZSRR statusu supermocarstwa, w ciągu kilkunastu lat rządów odbudował potęgę radzieckiej armii i przystąpił do realizacji podboju świata. Ułatwić miały mu to nowe bronie, stworzone przez jego tajemniczego doradcę imieniem Jurij (ang. Yuri), pozwalające kontrolować ludzkie umysły na odległość.

### Sowieci
Konflikt wybuchł na początku lat 70. XX wieku, gdy Romanow zaatakował zupełnie zaskoczone i nieprzygotowane do wojny Stany Zjednoczone. Zdesperowany prezydent USA, Michael Dugan, wydał rozkaz wystrzelenia rakiet jądrowych w kierunku Moskwy. W wyniku działań Jurija zostały one jednak zniszczone. Większość terytoriów USA oraz sprzymierzonych z nimi krajów zostaje opanowana przez Sowietów, na czele z Generałem Wladimirem oraz graczem faworyzowanym przez Jurija. W miarę rozwoju wypadków Jurij zdobywał jednak coraz większy wpływ nad Romanowem, aż w końcu usunął Romanowa jak i Generała, jednocześnie mianując gracza na najwyższego Generała. Jednakże Romanow przed śmiercią stworzył nagranie, w którym wyjaśnia że Jurij jest zdrajcą i daje graczowi kontrolę nad całym wojskiem Sowietów lojalnym Romanowowi, by pokonać Jurija. Pokonawszy go, uderza na ostatnie wojska alianckie, które schroniły się wraz z Chronosferą na Alasce, skąd mają rozpocząć globalną inwazję. Gracz zostaje okrzyknięty "Premierem" przez "Ludy wyzwolone z panowania kapitalistów". Jednakże okazuje się, że Jurij nie powiedział ostatniego słowa.

### Alianci
Stany Zjednoczone zostały totalnie zaskoczone przez Sowietów, którzy momentalnie zaatakowali z wybrzeży oraz z granicy z Meksykiem.
Początkowy plan wystrzelenia głowic jądrowych w kierunku Moskwy nie udaje się. Sowieci nie pozostawiają przy życiu żadnego dowódcy, przez co wojsko jest w rozsypce. Michael Dugan, w obliczu ekstremalnego zagrożenia powołuje protokół Lazarz, który powołuje do miana dowódcy na wschodnim wybrzeżu gracza. Wojska Amerykańskie po serii porażek zaczyna powoli odzyskiwać kontrolę nad terytorium. Jednakże sowieci ustawiają serię urządzeń do kontroli umysłów na terenie Stanów Zjednoczonych przez co najwyższe dowództwo musi się ewakuować do Kanady. Ze względu na nadal wysokie zagrożenie, Stany Zjednoczone zawiązują sojusz z Europą. Dzięki jej pomocy udaje się odepchnąć Sowietów, którzy są w odwrocie. Mimo desperackich prób zabójstwa Generała Carville'a oraz groźby inwazji nuklearnej ze strony Kuby, co nawiązuje do Kryzysu Kubańskiego, Aliantom ostatecznie udaje się opanować Kreml Moskiewski. Romanow trafia do Londyńskiego Tower i wojna oficjalnie się kończy.

## Strony konfliktu
W trybie gry jednoosobowej gracz może wcielić się w jedną z dwóch głównych stron konfliktu – Aliantów lub Sowietów. W trybie gry wieloosobowej i potyczki można stanąć po stronie państw alianckich, bądź ZSRR i jego sprzymierzeńców. Każde z dostępnych w grze państw ma do swojej dyspozycji własną szczególną jednostkę lub budynek (np. ZSRR posiada czołg Tesla, a USA dysponują desantem spadochroniarzy).

### Alianci
- Stany Zjednoczone
- Wielka Brytania
- Francja
- Niemcy
- Korea Południowa

### Sowieci
- ZSRR
- Kuba
- Libia
- Irak

## Obsada
W C&C: Red Alert 2 w przerywnikach filmowych występują aktorzy, którzy wcielają się w bohaterów gry:
Alianci:

Ray Wise jako prezydent Dugan

Barry Corbin jako Generał Carville

Kari Wuhrer jako Agentka Tanya

Athena Massey jako Porucznik Ewa

Larry Gelman jako Dr Einstein
Sowieci:

Nicolas Worth jako Premier Romanow

Udo Kier jako Jurij

Adam Greggor jako Generał Władimir

Aleksandra Kaniak jako Porucznik Zofia